# Американское Самоа на зимних Олимпийских играх 1994
Американское Самоа принимала участие в Зимних Олимпийских играх 1994 года в Лиллехаммере (Норвегия) в первый раз за свою историю, но не завоевала ни одной медали. Страну представляли два бобслеиста, которые в соревновании двоек показали 39-й результат, обойдя три команды, которые представляли Сан Марино, Пуэрто-Рико и Американские Виргинские острова.

## Бобслей
Спортсменов — 2
| Соревнование | Спортсмены                    | 1 заезд   | 1 заезд | 2 заезд   | 2 заезд | 3 заезд   | 3 заезд | 4 заезд   | 4 заезд | Итоговый результат | Итоговое место |
| Соревнование | Спортсмены                    | Результат | Место   | Результат | Место   | Результат | Место   | Результат | Место   | Итоговый результат | Итоговое место |
| ------------ | ----------------------------- | --------- | ------- | --------- | ------- | --------- | ------- | --------- | ------- | ------------------ | -------------- |
| Двойки       | Фааууга Маугутутиа Брэт Килтц | 55,57     | 42      | 55,25     | 41      | 55,06     | 37      | 55,16     | 38      | 3.41,04            | 39             |